# Metathelypteris dayii
Metathelypteris dayii är en kärrbräkenväxtart som först beskrevs av Richard Henry Beddome, och fick sitt nu gällande namn av Holtt. Metathelypteris dayii ingår i släktet Metathelypteris och familjen Thelypteridaceae. Inga underarter finns listade.